# Tony Vidmar
Anthony "Tony" Vidmar (Adelaide, 4 de julho de 1970) é um ex-futebolista e treinador de futebol australiano.

## Carreira
De origem eslovena, ele jogou na Austrália, Holanda, Escócia e País de Gales, até voltar à sua pátria.
Atuava como zagueiro e fez parte da seleção australiana, pela qual competiu nos Jogos Olímpicos de Verão de 1992 em Barcelona. Foi o jogador com mais atuações na seleção de seu país (76 partidas). Seu irmão, Aurelio, também foi jogador de futebol.

## Seleção

### O corte repentino
Vidmar era dado como certo na Seleção Australiana que jogou a Copa do Mundo FIFA de 2006. No entanto, com a convocatória já definida, o zagueiro, que acabaria sofrendo fratura em algumas costelas, recebeu um duro golpe em sua carreira: durante exames, uma arritmia cardíaca foi detectada, inviabilizando sua permanência no grupo de 23 jogadores que foram à Alemanha. O também zagueiro Michael Beauchamp seria escolhido como seu substituto.
A situação de Vidmar ficou mais complicada depois que ele ter confirmado a presença de um coágulo de sangue em uma artéria. Foi aconselhado a parar, visto que sua situação "era fatal". Mas Vidmar continuou jogando normalmente, desta vez com menos intensidade para que ele não morresse em campo.
De volta à Austrália, Tony Vidmar assinou com o Central Coast, último clube de sua carreira, encerrada em fevereiro de 2008, aos 37 anos.

## Títulos
Austrália
- Copa das Nações da OFC: 2004
- Copa das Confederações: Vice - 1997